# Köndələnçay
Köndələnçay – rzeka w Azerbejdżanie. Bierze początek w rejonie Szuszi i dalej płynie wzdłuż południowo-zachodnich stoków Małego Kaukazu przez rejony Xocavənd i Füzuli.
Rzeka jest lewostronnym dopływem Araksu. Ma 102 km długości. Różnica wysokości między źródłem a ujściem wynosi 1780 m.